# DOS/32
DOS/32는 DOS/4GW 확장자 및 이와 호환되는 확장자들을 대체할 목적으로 만든 고급 32비트 도스 확장자이다. 이 확장자는 임베디드 시스템부터 도스 에뮬레이터에 이르기까지 다양한 환경에서 개발자와 사용자들이 사용할 수 있는 소프트웨어이다.

## 호환성
DOS/32는 MS-DOS 5.0부터 7.10, 윈도우 3.x, 95, 98, Me, NT 3.51 및 4.0 (서비스 팩 3 이상), 2000, XP, IBM OS/2, 오픈도스, DOSEMU 등과 호환된다.
DOS/32는 DOS/4G, DOS/4GW, DOS/4GW Professional, PMODE/W, CauseWay 도스 확장자를 이용하는 소프트웨어와 완전히 호환된다.

## 기능
이 도스 확장자에는 v0.9의 DPMI 규격을 지원하는 고급 도스 보호 모드 인터페이스가 포함되어 있으며 32비트 보호 모드 응용 프로그램을 만드는 데 필요한 도구들도 제공한다. DOS/4G와 같이 IBM PC 호환 80386 프로세서 이상을 요구한다.

## 역사
DOS/32는 1996년부터 상업적으로 이용할 수 있게 되었다. 2002년 5월에 "리버티 에디션"이라는 형태로 공개되어, 완전한 소스 코드 제공과 더불어 제한되지 않고 로열티 제한이 없는 배포판으로 이용할 수 있게 한다.

## 참조
1. ↑  “DOS/32A DOS Extender -- ChangeLog”. 2011년 2월 8일에 원본 문서에서 보존된 문서. 2011년 3월 13일에 확인함.
2. 1 2  “About DOS/32 Advanced DOS Extender”. 2017년 12월 24일에 원본 문서에서 보존된 문서. 2011년 3월 13일에 확인함.
3. 1 2  “DOS/32 Advanced - Compatibility”. 2010년 12월 23일에 원본 문서에서 보존된 문서. 2011년 3월 18일에 확인함.
4. ↑  “DOS/32 Advanced DOS Extender - Technical Information”. 2011년 7월 23일에 원본 문서에서 보존된 문서. 2011년 3월 13일에 확인함.

## 같이 보기
- DOS/4G
- DPMI